# Championnats du monde de gymnastique artistique 1994 (Brisbane)
Navigation
Édition précédente Édition suivante
Les 29e championnats du monde de gymnastique artistique ont eu lieu à Brisbane. Il s'agissait du concours individuel. La compétition par équipe a eu lieu la même année mais à Dortmund (voir : Championnats du monde de gymnastique artistique 1994 (Dortmund))

## Résultats hommes

### Concours général individuel
| 1st | Ivan Ivankou (BLR)      | 57.012 |
| 2nd | Aleksey Voropayev (RUS) | 56.924 |
| 3rd | Vitaly Scherbo (BLR)    | 56.350 |

### Finales par engins

#### Sol
| 1st | Vitaly Scherbo (BLR)       | 9.725 |
| 2nd | Ioánnis Melissanídis (GRE) | 9.687 |
| 2nd | Neil Thomas (GBR)          | 9.687 |

#### Cheval d'arçons
| 1st | Marius Urzica (ROU)    | 9.712 |
| 2nd | Éric Poujade (FRA)     | 9.700 |
| 3rd | Donghua Li (SUI)       | 9.662 |
| 3rd | Vitaliy Marynych (UKR) | 9.662 |

#### Anneaux
| 1st | Jury Chechi (ITA)  | 9.787 |
| 2nd | Paul O'Neill (USA) | 9.725 |
| 3rd | Dan Burincă (ROU)  | 9.700 |

#### Saut
| 1st | Vitaly Scherbo (BLR) | 9.674 |
| 2nd | Li Xiaoshuang (CHN)  | 9.618 |
| 3rd | Yeo Hong-chul (KOR)  | 9.600 |

#### Barres parallèles
| 1st | Huang Liping (CHN)    | 9.775 |
| 2nd | Rustam Sharipov (UKR) | 9.612 |
| 3rd | Alexei Nemov (RUS)    | 9.575 |

#### Barre fixe
| 1st | Vitaly Scherbo (BLR) | 9.687 |
| 2nd | Zoltán Supola (HUN)  | 9.537 |
| 3rd | Ivan Ivankov (BLR)   | 9.500 |

## Résultats femmes

### Concours général individuel
| 1st | Shannon Miller (USA)     | 39.724 |
| 2nd | Lavinia Milosovici (ROU) | 39.236 |
| 3rd | Dina Kotchetkova (RUS)   | 39.125 |

### Finales par engins

#### Saut
| 1st | Gina Gogean (ROU)        | 9.812 |
| 2nd | Svetlana Khorkina (RUS)  | 9.800 |
| 3rd | Lavinia Milosovici (ROU) | 9.787 |

#### Barres asymétriques
| 1st | Luo Li (CHN)            | 9.912 |
| 2nd | Svetlana Khorkina (RUS) | 9.875 |
| 3rd | Dina Kotchetkova (RUS)  | 9.850 |

#### Poutre
| 1st | Shannon Miller (USA)     | 9.875 |
| 2nd | Lilia Podkopayeva (UKR)  | 9.737 |
| 3rd | Oksana Fabrichnova (RUS) | 9.712 |

#### Sol
| 1st | Dina Kotchetkova (RUS)   | 9.855 |
| 2nd | Lavinia Milosovici (ROU) | 9.837 |
| 3rd | Gina Gogean (ROU)        | 9.762 |